# Hiromi Uehara

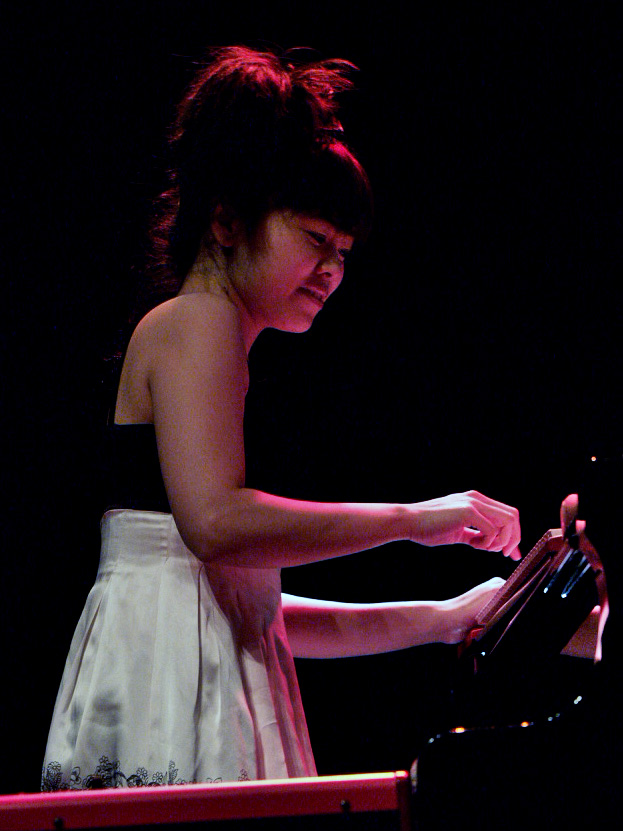
Hiromi Uehara la Festivalul Moers din 2007.

Hiromi Uehara (上原ひろみ, n. 26 martie, 1979, Hamamatsu, Japonia) este o compozitoare și pianistă de jazz, devenită celebră datorită virtuozității sale, concertelor electrizante și mixturii de genuri muzicale din compozițiile sale (jazz, rock progresiv, muzică clasică și muzică fusion).

## Biografie
Hiromi și-a început lecțiile de muzică clasică și pian la vîrsta de 5 ani. Apoi, la vîrsta de 8 ani, a continuat cu muzica jazz de care s-a apropiat datorită profesorului său de pian, Noriko Hakita. La 14 ani deja concerta cu Orchestra Filarmonică din Cehia iar la 17 ani începe colaborarea cu muzicianul Chick Corea. După ce a realizat cîteva compoziții pentru companii japoneze precum Nissan, se înscrie la Berklee College of Music din Boston unde colaborează cu Ahmad Jamal. În această perioadă, imediat după absolvirea studiilor, va semna cu casa de discuri Telarc.
Pînă la debutul său oficial, consemnat în 2003, Hiromi a concertat în întreaga lume participînd la numeroase festivaluri de jazz.

## Hiromi Trio
Hiromi Trio a fost inițial alcătuit din basistul Mitch Cohn și bateristul Dave DiCenso. În 2004 Hiromi înregistrează cel de-al doilea album al său, Brain cu basistul Tony Grey și bateristul Martin Valihora.

## Hiromi's Sonicbloom
La 19 octombrie 2006 acestui trio se alătură chitaristul David Fiuczynski cu care participă la Jazz Factory din Louisville, KY. Va continua colaborarea cu acesta și la albumele Time Control și Beyond Standard. Uneori grupului i se alătură și chitaristul John Shannon.

## Instrumente
Hiromi folosește în concertele sale instrumente pianul cu coadă Yamaha C3, Clavia Nord Lead 2 și Clavia Nord Electro 2.

## Discografie
Albume
- Another Mind (2003)
- Brain (2004)
- Spiral (2006)
- Hiromi's Sonicbloom - Time Control (2007)
- Hiromi's Sonicbloom - Beyond Standard (2008)

Albume Live
- Duet (Live album recorded with Chick Corea at the Tokyo Blue Note)[1]